# Tenkiller (Oklahoma)
Tenkiller es un lugar designado por el censo ubicado en el condado de Cherokee en el estado estadounidense de Oklahoma. En el Censo de 2010 tenía una población de 633 habitantes y una densidad poblacional de 19,65 personas por km².

## Geografía
Tenkiller se encuentra ubicado en las coordenadas 35°47′43″N 94°51′47″O / 35.79528, -94.86306. Según la Oficina del Censo de los Estados Unidos, Tenkiller tiene una superficie total de 51.83 km², de la cual 49.12 km² corresponden a tierra firme y (5.23%) 2.71 km² es agua.

## Demografía
Según el censo de 2010, había 633 personas residiendo en Tenkiller. La densidad de población era de 19,65 hab./km². De los 633 habitantes, Tenkiller estaba compuesto por el 46.6% blancos, el 0.63% eran afroamericanos, el 41.23% eran amerindios, el 0% eran asiáticos, el 0% eran isleños del Pacífico, el 0.32% eran de otras razas y el 11.22% pertenecían a dos o más razas. Del total de la población el 4.74% eran hispanos o latinos de cualquier raza.